# 東京シティ・バレエ団
東京シティ・バレエ団は日本のバレエ団。東京都江東区住吉の江東区児童会館内に本部を置いている。長らく調布市調布駅近くに本部があった。定期公演は主にティアラこうとう（江東区公会堂）において年4演目行い、他にも多く公演を行っている。
1968年に日本初の合議制を採るバレエ団として創立された。創立以来、古典バレエだけでなく、創作バレエにも力を入れている。学校へのアウトリーチなどにも力を入れており、東京シティ・フィルハーモニック管弦楽団とともに活動することもある。
日本での最大手バレエ団（東京バレエ団、松山バレエ団、牧阿佐美バレエ団）に次ぐ規模を誇る。多くの系列バレエ教室を持ち、海外公演を行うこともある。
2024年、第54回舞踊批評家協会賞を受賞した。

## 歴史
- 1968年 - 有馬五郎、石田種生、内田道生、橋本洋、野口辰雄が発起人となり設立[1]
- 1969年 - ジゼルで初公演
- 1994年 - 日本のバレエ団として初めて自治体（江東区）と芸術提携を締結し、ティアラこうとうで定期公演を行うようになる[1]。
- 2009年 - 一般財団法人化
- 2016年 - 7月に公益財団法人化[1]

## 理事
- 理事長　安達悦子 （長らく石井清子が理事長を務めた。）
- 理事　金井利久、中島伸欣、小林洋壱
- 評議員 石井清子、橋本洋、渡邊洋子、鳥海壮宜、長谷川孝男

## 振付
石井清子、中島伸欣、石田種生、金井利久、安達悦子、他

## レパートリー
- 白鳥の湖
- ジゼル
- くるみ割り人形
- コッペリア
- シンデレラ
- エスメラルダ
- 真夏の夜の夢
- ヘンゼルとグレーテル
- ロミオとジュリエット
- ベートーヴェン 交響曲第7番

など。